# (3026) Sarastro
(3026) Sarastro est un astéroïde de la ceinture principale.

## Description
(3026) Sarastro est un astéroïde de la ceinture principale découvert le 12 octobre 1977 par l'astronome suisse Paul Wild à l'observatoire Zimmerwald. Sa désignation provisoire était 1977 TA1.
Son nom vient du personnage de Sarastro dans l'opéra La Flûte enchantée de Mozart.